# JLS
JLS (за ініціалами учасників Jack the Lad Swing) — англійський хлопчачий гурт, до якого входять Астон Мерріголд, Оріце Вільямс, Марвін Г'юмс та Дж. Б. Гілл, спочатку створений Вільямсом. Перший контракт було підписано із продюсерською компанією Tracklacers New Track City. 2008 року співаки посіли друге місце в п'ятій серії реаліті-шоу талантів телемережі ITV The X Factor, поступившись співачці Александрі Берк. Після їх появи на X Factor JLS підписали контракт з Epic Records. Їхні перші два сингли «Beat Again» та «Everyobody in Love» посіли перше місце в чарті синглів Великої Британії.
Однойменний дебютний альбом гурту вийшов 9 листопада 2009 року і відтоді було продано понад 1 мільйон копій у Великій Британії. JLS отримав нагороди в номінаціях Британський прорив та Британський сингл («Beat Again») на BRIT Awards 2010. Вони також отримали кілька нагород на MOBO Awards за «найкращу пісню» «Beat Again» у 2009 році, а також у номінації «Найкращий новачок» того ж року. 2010 року вони виграли нагороду MOBO Awards у номінаціях «Найкращий британський виконавець» і «Найкращий альбом». Співаки також виграли свій п'ятий MOBO у 2012 році, вигравши номіанцію «Найкраще відео» «Do You Feel What I Feel?». Два роки поспіль, у 2011 та 2012 роках, вони вигравали титул найпрацьовитішої групи Великої Британії.
У 2010 році JLS підписали контракт із американським звукозаписним лейблом Jive Records і випустили «Everybody in Love» як свій дебютний і єдиний сингл у США, але він не потрапив до чартів. "The Club Is Alive ", головний сингл з їхнього другого студійного альбому, вийшов у Великій Британії в липні 2010 року і приніс гурту третє місце у чарті UK Singles Chart. Їхній сингл «Love You More» став офіційним синглом для Children in Need у 2010 році і став четвертим синглом номер один у Великій Британії. Їхній сингл "She Makes Me Wanna " за участю Дева став п'ятим номером один у Великій Британії. Станом на 2012 рік їхній дебютний альбом та сингл були названі одними з десятки найпродаваніших дебютних синглів і альбомів The X Factor '. Станом на 2013 рік учасники бой-бенду посіли 16-те місце серед найбагатших зірок реаліті-шоу у Великій Британії. На той час їхні статки оцінювалися в 6 мільйонів фунтів стерлінгів на кожного учасника, що дало гурту фінансову вартість приблизно 24 фунти мільйон.
У травні 2013 року, після семи років разом, JLS оголосили, що вони припиняють спільну творчу діяльність після випуску альбому найкращих хітів і останнього гастрольного туру Великою Британією та Ірландією. У лютому 2020 року гурт оголосив про возз'єднання, а тур Beat Again Tour мав розпочатися в листопаді 2020 року, але його було перенесено на червень 2021 року через триваючу пандемію COVID-19, а потім перенесено на жовтень 2021 року.
За даними Британської асоціації виробників фонограм (BPI), JLS було сертифіковано для 2,3 мільйона альбомів і 3,2 мільйона синглів у Великій Британії.

## Музична кар'єра

### 2007—2008: Формування гурту як UFO
Оріце Вільямс вирішив зайнятися музичним бізнесом головним чином тому, що його мати хворіла на розсіяний склероз і він хотів зібрати гроші, щоб допомогти знайти ліки. Спочатку його запрошували до кількох бой-бендів, але він не волів до них доєднуватися, і вважав, що учасники гурту повинні відчувати «справжній» зв'язок один з одним, як його улюблені виконавці з «Four Tops». Вільямс вирішив створити власний бой-бенд і через друзів познайомився з Марвіном Г'юмом, який мав досвід гри R&B і поп-музики, входячи до VS у 2004 році. Наступним приєднався Астон Мерріголд, який колись брав участь у дитячій телепрограмі ITV Fun Song Factory через його спортивні здібності. Останнім, хто приєднався до гурту, був Дж. Б. Гілл за його «музичний слух». Вони зблизилися, стали друзями і разом назвали свій гурт UFO (ініціали від Unique Famous Outrageous). Музиканти підписали контракт із Tracklacers, розробляючи стиль, який потім назвали «Нью-джек-свінг» («англ. Jack the Lad Swing»), поєднуючи фразу «Jack the lad» та міську музику new jack swing. Працюючи в музичному бізнесі, UFO миттєво підписали контракт з Epic Records, перш ніж отримати свою першу нагороду наприкінці 2007 року на Urban Music Awards завдяки мешапу «Stand by Me» Бена Е. Кінга та «Beautiful Girls» Шона Кінгстона. Незабаром після цього вони випустили свій другий сингл «Slap Ya Elbow». Гурт висловлює вдячність «DJ Triz», який зпродюсував одну з перших пісень UFO і допоміг їм написати її.

### 2008—2009:X Factorі нова назва
У 2008 році UFO пройшли прослуховування для п'ятої серії The X Factor, але їм довелося змінити назву, оскільки її вже використовувала інший гурт, тому вони вирішили вибрати назву JLS (ініціал від Jack the Lad Swing, стиль створений за допомогою Tracklacers кілька місяців до того). Після усунення дівочих груп Bad Lashes і Girlband на першому та другому тижнях відповідно, JLS були останнім гуртом Луї Волша, який залишився в конкурсі, але під час живих шоу судді називали їх найкращим гуртом на X Factor. На 7-му тижні JLS залишилися на думку журі удвох разом із Рейчел Гілтон. Однак вони залишилися завдяки голосам Волша, Шеріл Коул та Саймона Ковелла. Утім, Ковелл заявив під час обговорення, що JLS не заслуговує на те, щоб бути серед найкращих. У чвертьфіналі JLS заспівали «…Baby One More Time» і отримали негативні коментарі від двох із чотирьох суддів, причому Ковелл сказав «наразі ви вибули», але після їхнього другого виступу з «You Light Up My Life» Ковелл прокоментував, що вони «повернулися до перегонів» і що вони можуть «зробити хіт» завдяки такому виконанню.
У півфіналі JLS виконали «Umbrella» та "I'm already There ". Тоді Ковелл передбачив, що вони виграють конкурс. Учасник гурту пройшли до фіналу та виконали власну версію пісні переможця «Hallelujah», яку також виконала інша фіналістка Александра Берк. Громадськість проголосувала вдруге того вечора, і Берк виграла конкурс, а гурт JLS посів друге місце. Музиканти стали четвертим гуртом, який потрапив до фіналу. Менеджер JLS вважав, що група добре підійде для Epic Records, з якою вони підписали контракт на запис у січні 2009 року.

### 2009—2010:JLS
Як тільки контракт було підписано, Epic A&R Нік Рафаель і Джо Чаррінгтон почали підготовку альбому, зв'язавшись із авторами поп-пісней і продюсерами, яких вони вважали найкращими в галузі. Серед них Стів Мак, Вейн Гектор, Джей Ар Ротем і ДІКЕЙ. Коли вони пішли до Мака, він заграв їм «Beat Again», пісню, яку він написав разом з Гектором, і пара з ентузіазмом погодилася, що вона ідеальна для JLS. Чаррінгтон сказав: «Якщо у вас є ця особлива пісня, все інше, здається, стає на свої місця». Пісня вийшла як дебютний сингл у липні, лише через шість місяців після того, як група підписала контракт з лейблом. 19 липня 2009 року він посів перше місце в чарті синглів Великої Британії. 9 листопада 2009 року JLS випустили свій дебютний альбом з однойменною назвою JLS. Альбом дебютував під номером 1 у чарті альбомів Великої Британії, було продано понад 1 мільйон копій. Цей альбом став шостим серед найпродаваніших альбомів у Великій Британії протягом 2009 року, він вийшов лише за 8 тижнів до складання списку. Їхній другий сингл «Everyobody in Love», що вийшов 2 листопада 2009 року, також очолив чарт синглів Великої Британії. Їхній третій сингл «One Shot» досяг шостого місця; однак він залишився в чартах кілька тижнів, попри падіння. Завдяки успіху їхнього альбому гурт вирушив у свій перший тур із 25 концертами по Великій Британії та Ірландії. Гурт також став першими учасниками X Factor, які виграли премію BRIT у 2010 році, вигравши Британський прорив і найкращий британський сингл для «Beat Again». Jay-Z передбачив, що вони стануть такими ж великими, як «N Sync».
На початку 2010 року між (американськими) Epic Records та Jive Records тривала тендерна війна за підписання американської угоди з JLS. Гурт домовився з Jive Records, продовжуючи записуватися на Epic Records Sony Music UK. Станом на серпень 2010 року альбом був проданий понад 1,2 мільйон копій і отримав 4-кратний платиновий сертифікат у Великій Британії. Альбом вийшов у вигляді мініальбому з шести треків у Сполучених Штатах Америки, до складу якого ввійшли треки «Beat Again», «Everybody in Love», «One Shot», «Only Tonight» та «Close to You» з британського видання альбому, а також «The Club Is Alive» з другого британського альбому. Він вийшов 3 серпня 2010 року, і гурт JLS також отримав дві нагороди на BT Digital Music Awards 2010, вигравши номінації «Найкращий гурт» та «Найкращий відеокліп» на «Everybody in Love».

### 2010—2011:Outta This World
В інтерв'ю HitQuarters, записаному в березні 2010 року, продюсер і автор пісень Стів Мак сказав, що зараз працює над написанням другого альбому JLS. Інший учасник альбому, Лукас Секон, сказав, що стиль пісень, над якими він працював для альбому, був «трохи більш акустичний», прообразуючи те, що він бачить як тенденцію поп-музики, яка переходить від синтетичних звуків до більш живого підходу. Автор пісень і продюсер Кріс Брейд підтвердив у серпні, що він щойно написав і зпродюсував два треки для альбому. Брейд сказав, що він створив «скелетні» версії пісень сам, а потім два члени JLS прийшли в його лондонську студію, щоб допомогти їх завершити. Одна пісня була написана та записана протягом доби.
"The Club Is Alive «було оголошено головним синглом у квітні та видано 4 липня 2010 року. Гурт рекламував сингл на Britain's Got Talent і GMTV. Сингл дебютував під номером один, ставши третім синглом групи у Великій Британії номер один. Потім повідомлялося, що другий сингл, „Ay Mama“, планувався до випуску в Сполучених Штатах Америки 14 вересня 2010 року і мав бути представлений барбадоською співачкою та авторкою пісень Шонтелл. Однак грурт повідомив Digital Spy, що хоча пісня й була записана з Шонтелл, вона ніколи не була підтверджена для альбому. 16 вересня 2010 року гурт оприлюднив другий сингл „ Love You More“, який став синглом BBC Children in Need. Це був їх четвертий сингл, що став номер один у Великій Британії. Гурт написав пісню разом з Тобі Гедом та Вейном Гектором. Outta This World вийшов 22 листопада 2010 року і дебютував під номером 2 у чарті альбомів Великої Британії. Були продані 152 000 примірників. Досягнути першого місця завадили вдалі продажі рекордного альбому Take That Progress на другому тижні. Третій сингл альбому „ Eyes Wide Shut“ був реміксований для участі Тіні Темпа, і наразі досяг восьмого місця в чарті синглів Великої Британії.
Мерріголд сказав, що гурт об'єднався з Бруно Марсом, щоб написати пісні для третього альбому, і говорив про можливість роботи з Ашером або Ріанною. 7 січня 2011 року альбом отримав подвійний платиновий статус від BPI, що свідчить про продажі понад 600 000 примірників у Великій Британії.

### 2011—2012:JukeboxіEvolution
JLS почали працювати над своїм третім альбомом Jukebox у березні 2011 року. У травні 2011 року було підтверджено, що перший сингл під назвою „She Makes Me Wanna“ вийде за участю американського співака і автора пісень Дева. Пісню спродюсували BeatGeek, Джиммі Джокер, Тедді Скай, співробітники продюсерської компанії RedOne, після того, як гурт запропонував 30 000 фунтів стерлінгів за запис сесії з продюсером на Чорному благодійному балу Аліші Кіз у 2010 році. Його було передано радіостанціям 25 травня 2011 року, а для цифрового завантаження музики його виклали 24 липня 2011 року. Сам альбом вийшов 14 листопада 2011 року, і гурт вирушив у ще один тур по Великій Британії на підтримку альбому в березні та квітні 2012 року. 15 вересня JLS оголосили, що „Take a Chance on Me“ стане їхнім другим синглом з альбому Jukebox. Він вийшов 4 листопада 2011 року та посів другу позицію в UK Singles Chart. Пісню написали Еміль Гантус, Френкі Баутіста, Насрі Атвех і Нік Терпін. Третій сингл гурту „ Do You Feel What I Feel?“ вийшов 1 січня 2012 року і став їхнім синглом із найнижчим рейтингом в історії, досягнувши шістнадцятого місця. Альбом посідав друге місце в чартах альбомів Великої Британії, що робить його другим поспіль альбомом, який не посів перше місце, і увійшов до ірландського чарту альбомів під номером 5.
У 2012 році JLS записали офіційний благодійний сингл Sport Relief „ Proud“. Він вийшов 18 березня 2012 року. Пісня була написана у співавторстві з Деніелом Девідсеном, Джейсоном Гіллом, Cutfather та Алі Теннант, які також працювали над альбомом Jukebox. Гурт разом з іншими музикантами взяв участь у концерті Діамантовий ювілей королеви Єлизавети II, який відбувся біля Букінгемського палацу 4 червня 2012 року. 7 червня 2012 року вони виступили в Королівському Альберт-Холі на концерті Rays of Sunshine, для виконання коштів на виконання бажань важкохворих дітей у Великій Британії віком від 3 до 18 років. 8 червня 2012 року було оголошено, що вони виступлять на фестивалі iTunes 2012 разом із випускниками X Factor Оллі Марсом, One Direction та Ребеккою Фергюсон.
21 серпня 2012 року JLS почали знімання відеокліпу на „ Hotest Girl in the World“, головного синглу з їхнього четвертого альбому. 25 серпня гурт оголосив, що їхній майбутній четвертий альбом буде називатися Evolution. Реліз альбому відбудеться 5 листопада. Про напрямок альбому Merrygold сказав; „Ми не дотримувалися жодних вказівок чи чогось подібного, ми просто зробили те, що нам здавалося правильним, і ми дуже раді цьому“. Гурт також підтвердив, що буде доступна Deluxe версія платівки, яка міститиме різні бонуси та неопубліковані треки. Серед продюсерів альбому — лідери американських студій Родні Джеркінс, Бангладеш і Midi Mafia. 6 вересня відбулася прем'єра головного синглу „ Hotest Girl in the World“ на BBC Radio 1. Сингл вийшов 21 жовтня і дебютував під номером 6 у UK Singles Chart.

### 2013:Goodbye— The Greatest Hitsі розкол
14 грудня 2012 року JLS були запрошені на Friday Download як спеціальні гості. 17 грудня Г'юмс повідомив, що в 2013 році грурт планує випустити наступний альбом після Evolution. 1 лютого 2013 року було підтверджено, що робота над тим, що стане їхнім п'ятим студійним альбомом, почалася.
24 квітня 2013 року JLS опублікували заяву на своєму офіційному веб-сайті, в якій оголосили, що вони розлучаються після випуску збірки своїх найкращих хітів і завершення третього й останнього туру на арені. 24 квітня 2013 року гурт підтвердив наміри випустити Goodbye — The Greatest Hits наприкінці 2013 року, якому передуватиме новий сингл, який збігатиметься з їхнім прощальним туром по Великій Британії. 26 вересня було підтверджено, що їхній останній сингл називатиметься „ Billion Lights“, який вийшов 17 листопада 2013 року та посів 19-ту позицію в UK Singles Chart.
JLS офіційно розпалися після останнього концерту їхнього Goodbye Tour на The O2 Arena у Лондоні 22 грудня 2013 року.

### 2020— дотепер: Reunion,Beat Again Tourі2.0
У листопаді 2019 року повідомлялося, що учасники JLS знову зберуться в гурт через шість років, з планами розпочати тур і випустити нову музику. Це було підтверджено 12 лютого 2020 року, коли JLS оголосили про своє реформування для туру возз'єднання під назвою Beat Again Tour. У лютому 2021 року гурт підтвердив, що трек під назвою „Time“ не був їхнім авторством, після того, як цю пісню вважали їхнім новим синглом, оскільки її приписували гурту під назвою JLS (насправді пісня була написана реперами Switch та J9). 8 березня стало відомо, що JLS підписала нову угоду з BMG для створення нової музики. 3 вересня 2021 року гурт випустив „ Eternal Love“, провідний сингл їхнього п'ятого студійного альбому 2.0.
23 лютого 2023 року учасники гурту підтвердили, що вирушить у турне.

## Вплив
На прослуховуванні X Factor у 2008 році JLS заявили, що прагнуть бути схожими на такі гурти, як Four Tops, Take That, Boyz II Men, Westlife та Jodeci. Серед інших впливів — Майкл Джексон і The Jackson 5, Backstreet Boys, NSYNC, Take 6, Will.i.am, The Temptations, Белл Бів ДеВо, Френк Сінатра, Лайонел Річі та The Police. Астон Мерріголд назвав Ашера Реймонда, Майкла Джексона, Маріо, Бейонсе, Кріса Брауна та Boyz II Men як музиканти, що найбільше вплинули на творчість гурту.
Марвін Г'юмс називає Майкла Джексона, Марвіна Гейя, Стіві Вандера, Ашера, Не-Йо, Мераю Кері, Прінса, Boyz II Men, Джастіна Тімберлейка та Крейга Девіда як музиканти, що найбільше вплинули на музику гурту. Джей Бі Гілл називає Майкла Джексона, Бейонсе та Лайонела Річі в цьому списку.

## Інша діяльність

### Виступи на телебаченні
Окрім того, що JLS з'являлися в численних телевізійних програмах для просування своїх альбомів / синглів, JLS провели два спеціальних телевізійних шоу в ефірі. Першим був годинний документальний фільм для ITV2 під назвою JLS Revealed, який вперше вийшов в ефір 7 листопада 2009 року. Документальний фільм слідував за ними в рік після того, як вони посіли друге місце в X-факторі, показуючи їх під час туру з Lemar, випуску своїх синглів і відвідування MOBO Awards серед інших яскравих моментів. Друге шоу було годинним розважальним шоу для ITV під назвою This Is JLS, яке вперше вийшло в ефір 11 грудня 2010 року перед першим шоу тогорічного фіналу X Factor. Під час знімання перед слухачами в студії гурт виконав усі свої хіти, треки з альбому Outta This World і спеціальний дует з Кайлі Міноуг у її хіті „ All the Lovers“, а також брала участь у несподіваних трюках прихованої камери для щасливчиків. вболівальники, які були запрошені бути в аудиторії на шоу.
Гурт також випустив власний документальний фільм під назвою JLS: Eyes Wide Open 3D, ставши першим британським музичним гуртом, який випустив фільм у 3D. Знятий на The O2 Arena під час туру для їхнього другого альбому Outta This World у грудні 2010 — січні 2011 року, і доданий до документальних кадрів, знятих Беном Вінстоном та Енді Мораханом. Він демонструвався ексклюзивно протягом лише трьох днів з 3 червня 2011 року в понад 300-х кінотеатрах Великої Британії. Через те, що багато кінотеатрів розпродали квитки на перші вихідні, з 10 червня 2011 року в кінотеатрах було проведено додаткові сеанси на наступні вихідні, таким чином, більше квитків можна було придбати онлайн або в день показу. Він розпочався під номером 5 у чарті касових зборів Великої Британії, зібравши 463 914 фунтів стерлінгів лише за три червневі покази на вихідних. DVD із фільмом вийшов 5 грудня 2011 року. JLS також створила одноразову різдвяну спеціальну телевізійну програму під назвою A Very JLS Christmas, у якій знялися різні знаменитості, наприклад Аліша Діксон.
28 червня 2013 року JLS з'явилася на The Million Pound Drop, заради благодійності.
| рік                   | Назва                       | Роль | Примітки                    | Знаменитий гість |
| --------------------- | --------------------------- | ---- | --------------------------- | ---------------- |
| 7 листопада 2009 року | „JLS розкрито“              | себе | ТБ спец. ITV                |                  |
| Грудень 2008 року     | X Factor                    | себе | Друге місце, ITV            |                  |
| 11 грудня 2010 року   | » Це JLS "                  | себе | Спеціальне телебачення ITV2 | Кайлі Міноуг     |
| Грудень 2013 року     | «Дуже JLS Різдво»           | себе | Спеціальне Різдво           | Альоша Діксон    |
| 28 червня 2013 року   | «Падіння на мільйон фунтів» | себе | Гра на благодійність        |                  |
| Грудень 2013 року     | Тур «Найбільші хіти»        | себе | Прощальний тур O2 Arena     |                  |
| Березень 2020 року    | "Суботній вечір на винос "  | себе | Кінець шоу Гість            |                  |

### Фірмова продукція та рекомендації
Музиканти гурту також опублікували дві книги-бестселери, в обох представлені фотографії відомого модного фотографа Діна Фрімена. Перша книга, Our Story So Far, була опублікована HarperCollins у вересні 2009 року та стала бестселером Sunday Times. Друга, під назвою Just Between Us: Our Private Diary, також була опублікована HarperCollins у вересні 2010 року, і знову стала бестселером напередодні Різдва того року.
На додаток до запуску власної лінії одягу і звичайної торгівлі календарями, плакатами тощо, JLS також випустила фірмові презервативи з Durex у рамках кампанії «Just Love Safe» у рамках благодійної організації, яку вони заснували, під назвою JLS Foundation. Музиканти гурту співпрацюють із благодійними організаціями на підтримку сексуального здоров'я, такими як Brook, щоб підвищити обізнаність щодо практики безпечного сексу та планування сім'ї. Ініціатива була започаткована на прес-конференції у вересні 2010 року. Окремо гурт також став патроном для різних благодійних організацій, а саме Beatbullying (Merrygold), Childline (Humes), Rays of Sunshine Children's Charity (Gill) і National MS Society (Williams). У квітні 2010 року Товариство розсіяного склерозу Великої Британії нагородило Вільямса «Нагородою за натхнення» за його роботу в благодійній організації.
У січні 2011 року було оголошено, що музиканти гурту разом з Александрою Берк працювали разом над створенням абсолютно нової модної лінії 2KX. Берк і JLS заявили: «Ми з нетерпінням чекаємо перших запасів надзвичайно розкрученого асортименту чоловічого та жіночого одягу, які мають з'явитися дуже скоро». Щоб збігтися з випуском свого третього альбому «Jukebox», вони будуть представлені у своєму власному виданні «TheirMag», щойно створеному додатку до журналу «#5» Ріо Фердинанда.
У березні 2012 року музиканти гурту випустили свій перший парфум Kiss. Над його створенням всі четверо учасників групи працювали з дизайнером парфумів Аззі Глассер. У лютому 2013 року вони випустили свій другий парфум Love, аромат якого включає відтінки жасмину, білого чаю, рожевої орхідеї та флердоранжу.
Філантропія
У 2010 році гурт заснував фонд «The JLS Foundation» з метою збирання гкоштів для 6 різних благодійних організацій: Cancer Research UK, Rays of Sunshine, Brook, Childline, Beat Bullying і MS Society. Попри розкол, фонд все ще існує, і всі члени все ще підтримують роботу фонду.
Починаючи з 2010 року, JLS з'являються на кожному заході для дітей, які потребують допомоги. Усі продажі першого синглу JLS Love You More пішли на Children in Need. У 2011 році Мерріголд зробив VT для благодійної організації, під час якої він зустрів семирічну Емілі, яка страждає на недосконалий остеогенез. 2012 року JLS виступила на концерті «children in need rocks Manchester», виконавши Take a Chance on Me. У 2013 році Астон востаннє з'явився на «Children In Need» як учасник JLS, де гурт співав попурі з пісень JLS на концерті Мешканці Іст-Енду.
JLS також допомогли зібрати кошти для коміксів, з'явившись у комедійних скетчах з Мірандою Харт та Джеймсом Корденом.
У 2012 році всі учасники гурту відвідали Уганду для Sport Relief, з'являючись у емоційних акціях протягом ночі. Того ж року JLS випустив офіційний благодійний сингл «Proud», який посів 6-те місце в чарті, а також організував спеціальний благодійний концерт «JLS sing for Sport Relief» і виступив на Sport Relief Mile.
Загалом JLS з'явились у 5 благодійних синглах: кавер на пісню Мераї Кері «Hero» як фіналісти X Factor 2008 (для Help for Heroes), Wishing on a Star фіналістів X Factor за участю JLS і One Direction (для організації Together for Short Lifes) «Love You More» (for Children in Need), «Proud» (для Sport Relief) і «Eyobody Hurts» (для допомоги Гаїті). Чотири з 5 цих благодійних синглів посіли перше місце в британському чарті синглів.

## Учасники гурту
| Member | Member                             | 2006 | 2007 | 2008 | 2009 | 2010 | 2011 | 2012 | 2013 | 2014 | 2015 | 2016 | 2017 | 2018 | 2019 | 2020 | 2021 | 2022 | 2023 |
| ------ | ---------------------------------- | ---- | ---- | ---- | ---- | ---- | ---- | ---- | ---- | ---- | ---- | ---- | ---- | ---- | ---- | ---- | ---- | ---- | ---- |
|        | Астон Мерріголд (2006—2013, 2020–) |      |      |      |      |      |      |      |      |      |      |      |      |      |      |      |      |      |      |
|        | Оріце Вільямс (2006—2013, 2020–)   |      |      |      |      |      |      |      |      |      |      |      |      |      |      |      |      |      |      |
|        | Марвін Г'юмс (2006—2013, 2020–)    |      |      |      |      |      |      |      |      |      |      |      |      |      |      |      |      |      |      |
|        | JB Gill (2006—2013, 2020–)         |      |      |      |      |      |      |      |      |      |      |      |      |      |      |      |      |      |      |

### Оріце Вільямс
Оріце Джоломі Меттью Соломан Вільямс (нар.. 27 листопада 1986), відвідував школу Сент-Едвардс у Західному Лондоні, де був знаний як Music Boy. Має двох братів та одну сестру. 1998 року його матері поставили діагноз розсіяний склероз. Як найстаршому з дітей у родині йому доводилося піклуватися про своїх братів і сестру, навчаючись також у школі та відвідуючи гуртки. Вільям відвідував Британську міжнародну школу в Лагосі, Нігерія. Тут він потоваришував із англійсько-нігерійською співачкою L Marshall (яка також відвідувала школу в Лагосі) і виграв своє перше шоу талантів, виступаючи разом з L на останньому курсі. Він також відвідував католицьку початкову школу Святого Серця Лармен'є та меморіальну школу кардинала Вогана.  Вільямс мріяв бути сольним артистом із самого раннього віку. Його залучали до багатьох бойз-бендів, але він вважав, що в гарному бойз-бенді між учасниками має бути міцний зв'язок. Оріце Вільямс вирішив зібрати власний бойз-гурт UFO, який пізніше змінив назву на JLS (існував ще один британський рок-грурт під назвою UFO). Він також написав пісню «Wow Oh Wow» для Jedward.
28 вересня 2013 року Вільямс виграв першу серію танцювального шоу ITV «Stepping Out», де ведучою Давіна МакКолл.
Вільямс випустив свій дебютний сингл «Waterline» за участю Pusha T у червні 2015 року.

### Марвін Г'юмс
Марвін Річард Джеймс Г'юмс (нар.. 18 березня 1985 року в Гринвічі, Лондон, Англія) — найстарший учасник гурту. Г'юмс раніше був учасником іншого гурту під назвою VS, створеного учасником Blue Саймоном Веббом, але вони розлучилися незабаром після випуску альбому. Після зустрічі з майбутнім колегою по гркртк Астоном Мерріголдом Г'юмс приєднався до UFO. Крім того Г'юмс з'являвся в Голбі-Сіті на BBC протягом трьох років з 2000 по 2003 рік, граючи Роббі Варінга в 14-ти епізодах. У 14-річному віці він знявся в дитячій програмі під назвою K-Club, яка допомагала людям працювати з комп'ютерами. Г'юмс підтримує публічні стосунки з Рошель Вайзман з березня 2010 року. Вони заручилися 31 грудня 2011 року та одружилися 27 липня 2012 року в палаці Бленхейм. 22 листопада 2012 року в Твіттері було оголошено, що вони чекають первістка, а 20 травня 2013 року Рошель народила доньку Алайю-Май. Друга дитина пари, донька на ім'я Валентина Рейн, народилася 10 березня 2017 року.
Марвін Г'юмс був ведучим The Voice UK з Еммою Вілліс у 2014—2016 роках і разом з Кет Шуп представляв The Official Big Top 40 у 2014—2018 роках.
Зараз він працює ведучим The Hit List на BBC One разом зі своєю дружиною Рошель.

### «Джей Бі» Гілл

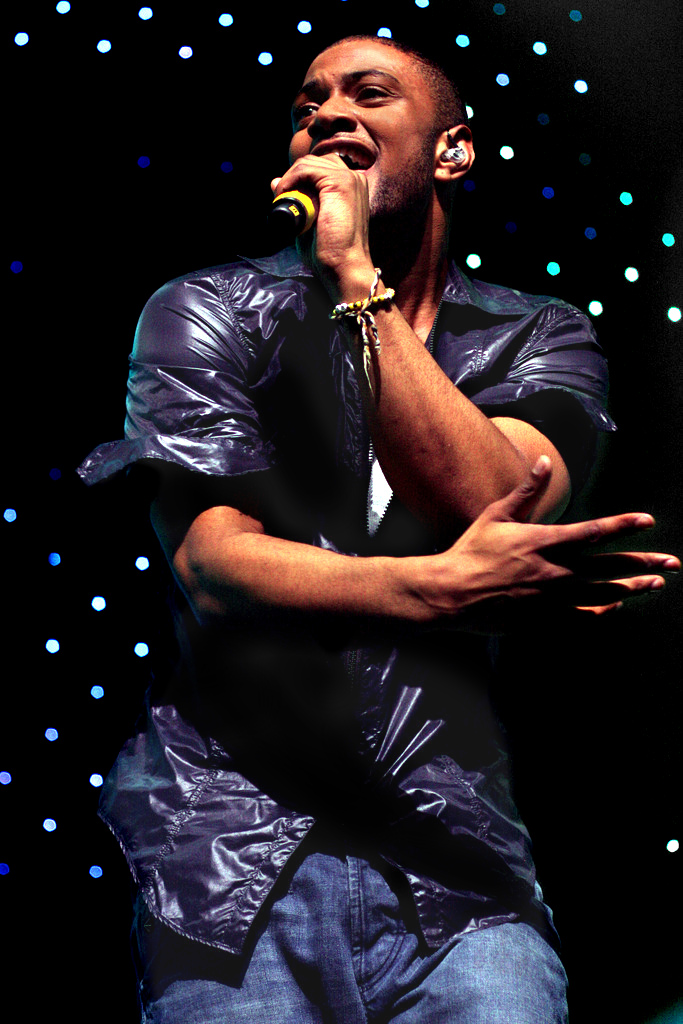
JB виступає в концертному турі гурту.

Джонатан Бенджамін «Джей Бі» Гілл (нар.. 7 грудня 1986) — син Синтії та Кіта Гілл, має одного брата на ім'я Нікуай. Гілл провів перші п'ять років свого життя в Антигуа, виявивши свій музичний талант у дуже ранньому віці. Після іспитів до університету він вирішив піти на прослуховування для X Factor у 2008 році. Саме в цей момент він познайомився з іншими членами гурту JLS. Гілл в дитинстві проживав переважно в Кройдоні і почав займатися музикою у 7-річному віці, коли грав на блокфлейті, фортепіано, флейті та гітарі. Через два роки він приєднався до хору і продовжив виступати в місцевій церкві. Гілл зосередився на музиці та почав навчатися в Центрі Молодих Музикантів (CYM).
Після завіершення Центру молодих музикантів Гілл також активно виступав на сцені під час навчання у школі, зокрема, співав у хорі. У 15-річному віці покинув музичні виступи, через тиск з боку адміністрації школи, щоб зосередитися на своїй кар'єрі в регбі. Він грав у складі лондонського ірландського регбійного клубу до 18-річного віку. Зрештою Гілл вирішив, що хоче співати, а не грати в регбі, і Мелон почав тренувати вокал протягом року перед вступом до університету. У цей період Оріце зв'язався з Гіллом, щоб спробувати його в гурті через його унікальний музичний слух та здатність до гармонічності. Він вивчав теологію в Королівському коледжі Лондона, залишаючись у залах на Рассел-сквер, перш ніж кинути навчання, щоб продовжити музичну кар'єру.
У грудні 2012 року Гілл переміг у різдвяному спеціальному випуску програми BBC Strictly Come Dancing, виконавши Jive з Олаю Джордан. Зараз Гілл є власником ферми в Шотландії, коли він візьме паузу в музиці, плану розпочати життя фермера.
У 2014 році Джей Бі співпрацював з ді-джеєм і музичним продюсером Чарлі Хеджесом, щоб випустити свій дебютний сольний сингл «Best Night of My Life», ставши першим учасником JLS, який випустив сольний матеріал.
Наприкінці 2008 року Гілл почав зустрічатися з танцівницею Хлоєю Тенгні. У січні 2014 року пара оголосила про заручини та одружилася 3 травня 2014 року. 19 вересня того ж року у пари народився хлопчик, Ейс Джеремая Гілл. У липні 2018 року в них народилася донька К'яра Сапфір Гілл.
Зараз Гілл працює також ведучим телевізійного шоу на дитячому каналі CBeebies під назвою «Down on the Farm».

### Астон Мерріголд
Астон Іен Мерріголд народився 13 лютого 1988 року в Пітерборо, Англія в сім'ї ямайця та матері англо-ірландського походження. Крім Астона в родині також п'ятеро синів та одна донька. У Пітерборо він відвідував школу Джека Ханта. У 2002 році Мерріголд брав участь у шоу Stars in Their Eyes, де виступав у ролі Майкла Джексона, співаючи «Rockin' Robin», і посів друге місце. Астон Мерріголд знову посів друге місце з JLS на X Factor у 20-річному віці. Астон виступав у шкільних постановках, а після закінчення школи в 2004 році був запрошений до нової програми ITV, Fun Song Factory разом із ведучою дитячого телебачення Лаурою Гамільтон. У серіалі Мерріголд зіграв персонажа «Кукі». Ще навчаючись у середній школі, він грав у футбол за збірну Англії на Європейських юнацьких іграх.  Астон Мерріголд спочатку мріяв стати професійним футболістом. Однак після того, як у нього виникла проблема з нервом лівої стопи, він замість цього спробував співати та грати. Завдяки акторській майстерності Мерріголд познайомився з Юмсом. У результаті йому зателефонував Вільямс (знайомий Г'юмса) з проханням приєднатися до бойз-бенду.
Астон у середині 2016 року працював над своїм дебютним сольним альбомом Showstopper але він досі не виданий. Головний сингл альбому «Get Stupid» вийшов 24 липня 2015 року.
У серпні 2017 року Мерріголда було оголошено учасником п'ятнадцятої серії Strictly Come Dancing. Він вибув 5 листопада 2017 року, посівши десяте місце в шоу.
У грудні 2018 року Астон возз'єднався з партнеркою по танцю Джанетт Манрара для Різдвяного шоу Strictly. Далі пара виконала джайв під пісню Сі Ло Гріна What Christmas Means to Me. Мерріголд набрав 40 балів, і пара виграла у спеціальному телевізійному випуску.
Астон Мерріголд заручений з танцівницею Сарою Лу Річардс, а їх спільнийсин Грейсон Джакс Мерріголд народився 30 січня 2018 року.

## Нагороди та номінації
| рік      | Церемонія                            | Категорія                          | Номінована робота / співак      | Результат | Посилання |
| -------- | ------------------------------------ | ---------------------------------- | ------------------------------- | --------- | --------- |
| 2007 рік | Urban Music Awards                   |                                    |                                 | Перемога  | [ 98 ]    |
| 2009 рік | Brit Awards 2009                     | Найкращий британський сингл        | «Hero» (з фіналістами X Factor) | Номінація | [ 99 ]    |
| 2009 рік | MOBO Awards                          | Найкращий новачок Великої Британії |                                 | Перемога  | [ 100 ]   |
| 2009 рік | MOBO Awards                          | Найкраща пісня                     | «Beat Again»                    | Перемога  | [ 100 ]   |
| 2009 рік | BBC Switch Live Awards               | Видатний артист Switch             |                                 | Перемога  | [ 101 ]   |
| 2009 рік | BBC Switch Live Awards               | Король випускного балу             | Астон Мерріголд                 | Номінація | [ 101 ]   |
| 2009 рік | Virgin Media Music Awards            | Найкращий гурт                     |                                 | Номінація | [ 102 ]   |
| 2009 рік | Virgin Media Music Awards            | Найкращий новачок                  |                                 | Номінація | [ 103 ]   |
| 2009 рік | Virgin Media Music Awards            | Найкращий трек                     | «Beat Again»                    | Номінація | [ 104 ]   |
| 2009 рік | Virgin Media Music Awards            | Hottest Male                       | Астон Мерріголд                 | Номінація |           |
| 2010 рік | Brit Awards 2010                     | Британська група                   |                                 | Номінація |           |
| 2010 рік | Brit Awards 2010                     | Британський прорив                 |                                 | Перемога  | [ 105 ]   |
| 2010 рік | Brit Awards 2010                     | Британський сингл                  | «Beat Again»                    | Перемога  | [ 105 ]   |
| 2010 рік | Нагорода журналу New Musical Express | Найгірший гурт                     |                                 | Номінація | [ 106 ]   |
| 2010 рік | BT Digital Music Awards              | Найкращий гурт                     |                                 | Перемога  | [ 107 ]   |
| 2010 рік | BT Digital Music Awards              | Найкращий відеокліп                | «Everybody in Love»             | Перемога  | [ 107 ]   |
| 2010 рік | MOBO Awards                          | Best UK Act                        |                                 | Перемога  | [ 108 ]   |
| 2010 рік | MOBO Awards                          | Найкращий альбом                   |                                 | Перемога  | [ 109 ]   |
| 2010 рік | Urban Music Awards                   | Найкращий R&B виконавець           |                                 | Перемога  |           |
| 2010 рік | Urban Music Awards                   | Найкращий гурт                     |                                 | Перемога  | [ 110 ]   |
| 2011 рік | BT Digital Music Awards              | Найкращий гурт                     |                                 | Перемога  | [ 111 ]   |
| 2011 рік | BT Digital Music Awards              | Найкращий відеокліп                | «Eyes Wide Shut»                | Перемога  | [ 111 ]   |
| 2011 рік | BT Digital Music Awards              | Найкращий фан-сайт                 | «Eyes Wide Shut»                | Номінація | [ 111 ]   |
| 2012 рік | MOBO Awards                          | Найкращий відеокліп                | «Do You Feel What I Feel?»      | Перемога  | [ 112 ]   |
| 2013 рік | Virgin Media Awards                  | Найкращий гурт                     |                                 | Номінація |           |

## Концертні тури
Самостійні
- JLS: The Theatre Tour (2010)
- Outta This World Tour (2010 - 2011)[113]
- 4th Dimensions Tour (2012)[114]
- Goodbye: The Greatest Hits Tour (2013) (originally known as the "Evolution Tour")[115][116]
- Тур Beat Again Tour (2021)[117]
- Everybody Say JLS: The Hits Tour (2023)

Разом з іншими колективами
- X Factor Live (2009) (with Alexandra Burke, Diana Vickers, Ruth Lorenzo, Rachel Hylton, Daniel Evans, Laura White, and Eoghan Quigg)[118]
- Літній тур США (2010) (with Hot Chelle Rae)[119]
- Літнє турне Великобританією (2011) (with Olly Murs)[120]

## Дискографія
- JLS (2009)
- Outta This World (2010)
- Jukebox (2011)
- Evolution (2012)
- 2.0 (2021)